# Львова, Елена Сергеевна
Княжна Еле́на Серге́евна Льво́ва (12(24) ноября 1891, Москва — 1 июня 1971, Монфор-л’Амори) — художник-иконописец из рода князей Львовых.

## Биография
Княжна Елена Сергеевна была старшим ребёнком в многочисленной семье князя Сергея Евгеньевича Львова и Зинаиды Петровны, урождённой Игнатьевой. Семья Львовых хотя и «принадлежала к высшей аристократии», но с «падением крепостного уклада жизни попала в категорию разорившихся помещиков, не имеющих достатков, которые позволяли бы жить жизнью старого своего круга.» В юности Сергей Евгеньевич был вынужден принять на себя все дела, чтобы спасти семью от окончательного разорения. Зинаида Петровна, оставшаяся в детстве сиротой, после окончания педагогических курсов приехала работать учительницей в школу рядом с Поповкой, семейным имением Львовых, где и встретилась с будущим мужем. Со временем материальное положение семьи улучшилось. До 1917 года Львовы проживали в Пожве Пермской губернии.
После революции Елена Сергеевна вместе с сестрой Елизаветой и дядей Владимиром Евгеньевичем покинули Россию, уехав из Ялты в 1918 году на пароходе «Рио-Негро». Они обосновались во Франции. Елена, оставшаяся незамужней, и Елизавета (1894—1969), в 1935 году потерявшая мужа С. К. Терещенко, проживали вместе под Парижем в доме дяди Г. Е. Львова. Судьба её четырёх братьев, оставшихся на родине, была трагична: все они были расстреляны в 1937—1942 годах.
С 1922 года начала заниматься иконописью. С 1927 года член общества «Икона», позднее вице-председатель общества. Еленой Сергеевной были написаны:
- 1930-е годы — иконы для церкви Александра Невского в г. Льеж (совместно с В. В. Сергеевым);
- 1930-е годы — иконостас церкви Знаменья Пресвятой Богородицы (совместно с Д. С. Стеллецким; ныне в церкви на бульваре Эксельманс);
- 1930-е годы — 4 иконы и распятие в память Царственных мучеников для церкви Воскресения Христова в Медоне (Франция)[5];
- 1943-53 годы — лики святых в иконостасе Свято-Сергиевского подворья в Париже;
- 1950-е годы — иконостас храма в замке Монбельяр[1] (Франция);
- 1955-57 годы — деисус из 7 икон для Ильинской церкви на православном кладбище в Хельсинки (совместно с Г. В. Морозовым).

Львовой были также написаны образы Смоленской Богоматери и Спаса Вседержителя для православного храма в Льеже и икона для храма-памятника кораблям русской эскадры в Бизерте. Елена Сергеевна принимала активное участие в создании икон для иконостаса храма-памятника в Брюсселе.
В 1930 году Елена Сергеевна написала статью «Почему надо держаться древнего иконописания», в которой обобщила свои знания по древнерусской церковной живописи.
В 1996 три иконы Львовой были представлены на юбилейной выставке, посвящённой 70-летию Общества «Икона», проходившей в Соборе Святого Александра Невского в Париже.
Елена Сергеевна Львова похоронена на кладбище Сент-Женевьев-де-Буа вместе с сестрой и Г. Е. Львовым.

### Комментарии
1. ↑  Этот год указывается в БРЭ и книге воспоминаний Г.Е. Львова[2]. Однако в разных источниках встречается 1894[3] (этот год выбит на надгробии, фото которого имеется в книге воспоминаний Г.Е. Львова), а также 1897[4],